# یسن (الشتر)
شهر یسن در ایالت زاکسن-آنهالت در کشور آلمان واقع شده‌است.